# Cătălin Dedu
Cătălin Iulian Dedu (Brașov, 16 maggio 1987) è un ex calciatore rumeno, di ruolo attaccante.

## Caratteristiche tecniche
È un attaccante centrale.

## Carriera
Cresciuto nelle giovanili della squadra di Brașov, viene ceduto in prestito nella stagione 2004-2005 al FC Ghimbav, all'epoca in Liga III. L'anno successivo rientra e debutta in Liga I il 18 maggio 2005 nell'incontro contro lo Sporting Studentesc Bucarest.